# Victor-Félix Bernadou
Victor-Félix Bernadou (Castres, 26 de junho de 1816 – Sens, 15 de novembro de 1891) foi um cardeal francês da Igreja Católica, arcebispo de Sens et Auxerre.

## Biografia
Oitavo filho de Jean Louis Bernadou (1778-1860), empresário, e Marguerite Elisabeth Vincens (1779-1855), seu irmão Jean Louis Vincent (1800-1868) foi prefeito de Castres e deputado do Tarn (1837-1846). Estudou filosofia no Seminário Maior de Albi e teologia no Seminário de São Sulpício de Paris.
Foi ordenado padre em 19 de dezembro de 1840, em Paris. Pertenceu por vários anos à Sociedade dos Missionários da França. Fez trabalho pastoral na Arquidiocese de Argel, sendo cônego do capítulo da catedral em 1844 e arcipreste da catedral em 1847.
O imperador Napoleão III da França o apresentou para a Diocese de Gap em 25 de janeiro de 1862, com seu nome confirmado como bispo em 7 de abril e consagrado em 29 de junho, na Catedral de Castres por Jean-Joseph-Marie-Eugène de Jerphanion, arcebispo de Albi, coadjuvado por Louis-Antoine-Augustin Pavy, bispo de Argel e por Jean-Jacques-David Bardou, bispo de Cahors. Fez sua entrada solene em 10 de julho seguinte. Durante seu episcopado, construiu a catedral, cuja primeira pedra foi colocada em 16 de junho de 1866, também incentivou as peregrinações, reorganizou o seminário menor diocesano, favoreceu os estudos eclesiásticos e publicou uma nova edição do catecismo. Foi feito oficial da Légion d'honneur em 12 de agosto de 1865.
Foi apresentado pelo imperador Napoleão III para a Arquidiocese de Sens em 10 de maio de 1867, foi promovido arcebispo metropolitano em 12 de julho e recebeu o pálio no mesmo dia, enquanto estava em Roma. Fez sua entrada solene no dia 3 de setembro seguinte. Em Sens, restaurou a catedral, reconstruiu o seminário maior e o palácio episcopal, construiu um seminário menor e promoveu as peregrinações.
Participou do Concílio Vaticano I, entre 1869 e 1870, onde inicialmente ficou do lado dos novos-galicanos, em 13 de julho de 1870, votou placet juxta modum (a favor, mas sob a condição de alguma emenda) na seção sobre infalibilidade papal da constituição Pastor aeternus; na votação final, em 18 de julho, ele votou placet. Durante a Guerra Franco-Prussiana (19 de julho de 1870 a 10 de maio de 1871), demonstrou grande coragem realizando visitas pastorais e disponibilizando as igrejas locais como hospitais.
Foi criado cardeal pelo Papa Leão XIII, no Consistório de 7 de junho de 1886, recebendo o barrete vermelho e o título de cardeal-presbítero de Santíssima Trindade no Monte Pincio em 17 de março de 1887.
Faleceu em 15 de novembro de 1891, em Sens. Foi velado e sepultado na Catedral de Sens.